# Billdal (tätort)
Billdal var en läns- och kommungränsöverskridande tätort i Kungsbacka kommun i Hallands län och Göteborgs kommun i Västra Götalands län. 2018 växte tätorten samman med Göteborgs tätort.
Billdals tätort omfattade områdena Billdal i Göteborgs kommun samt Kullavik, Brattås och Särö i Kungsbacka kommun. Kullavik och Särö är egna postorter.

## Befolkningsutveckling
| Befolkningsutvecklingen i Billdal 1960–2015                                                                   | Befolkningsutvecklingen i Billdal 1960–2015 | Befolkningsutvecklingen i Billdal 1960–2015 | Befolkningsutvecklingen i Billdal 1960–2015 | Befolkningsutvecklingen i Billdal 1960–2015 |
| --- | ------------------------------------------- | ------------------------------------------- | ------------------------------------------- | ------------------------------------------- |
| |                                             |                                             |                                             |                                             |
| År |                                             |                                             | Folkmängd                                   | Areal (ha)                                  |
| 1960 | 1960                                        |                                             | 454                                         |                                             |
| 1965 | 1965                                        |                                             | 498                                         |                                             |
| 1970 | 1970                                        |                                             | 479                                         |                                             |
| 1975 | 1975                                        |                                             | 2 675                                       |                                             |
| 1980 | 1980                                        |                                             | 2 845                                       |                                             |
| 1990 | 1990                                        |                                             | 7 333                                       | 876                                         |
| 1995 | 1995                                        |                                             | 8 403                                       | 918                                         |
| 2000 | 2000                                        |                                             | 9 053                                       | 919                                         |
| 2005 | 2005                                        |                                             | 9 609                                       | 930                                         |
| 2010 | 2010                                        |                                             | 10 289                                      | 1 014                                       |
| 2015 | 2015                                        |                                             | 14 874                                      | 1 874                                       |
| Anm.: Sammanvuxen med Kullavik 1990, med Stora Svindal, Brattås och Särö 2015. Sammanvuxen med Göteborg 2018. |                                             |                                             |                                             |                                             |